# Обсерватория Спроула
Обсерватория Спроула (англ. Sproul Observatory) — астрономическая обсерватория Суортмор-колледжа, расположена в пригороде Суортмора, в штате Пенсильвания, США.
Обсерватория была построена в 1906 году для размещения 24-дюймового рефракторного телескопа. 
Названа в честь Уильяма Камерона Спроула, 27-го губернатора Пенсильвании, выпускника Суортмор-колледжа 1891 года.
В 1937-1972 годах директором обсерватории работал выдающийся голландский и американский астроном Питер ван де Камп (1901-1995). 